# Ото Финш
Ото Финш (на немски: Otto Finsch) е германски етнолог, орнитолог и пътешественик, изследовател на Нова Гвинея.

## Биография

### Младежки години (1839 – 1872)
Роден е на 8 август 1839 година в град Вармбрун, Кралство Прусия (днес Йеленя Гура, Полша), в семейство на стъклар и художник. По настояване на баща си, още не завършил училище, на 19-годишна възраст става търговец. По време на търговските си пътувания се запалва по орнитологията и това му влечение го довежда в България и Унгария, където изучава птичия свят. През 1861 година получава място като асистент в Нидерландския кралски музей по естествознание в Лейден.
С посредничеството на бременския лекар и орнитолог Хартман през 1864 годиан Финш пристига в Бремен и става уредник на естествено-научната и етноложка колекция на Бременския музей. От 1866 до 1878 година изпълнява длъжността директор на новия музей по етнография в Бремен.

### Експедиционна и колониална дейност (1872 – 1887)
През 1872 година извършва пътешествие по Северна Америка, а през 1873 година – по Лапландия.
През 1876 година по поръчение на Бременското географско дружество изследва зоологията на Западен Сибир, Туркестан и Северозападен Китай, като събира богат фаунистичен материал главно от басейна на река Об. По време на цялото си пребиваване в Бремен (1864 – 1898) е и частен учител.
През 1879 – 1882 година извършва околосветско плаване, по време на което изследва животинския свят на Хавайските о-ви, Микронезия и североизточната част на Нова Гвинея.
След завръщането си от околосветското си пътешествие Финш разработва план за нахлуването на Германия в североизточните части на Нова Гвинея и на островите край нейните брегове. През 1884 година в Германия е създаден „Консорциум за подготовка и основаване на компания за Южните морета“ – организация, която е длъжна да подготви завоюването на Нова Гвинея, като сферата ѝ на действие е набелязана от Финш.
През юни 1884 година Финш напуска Берлин и се отправя за Австралия. От Сидни, на кораба „Самоа“, се отправя към островите от архипелага Бисмарк и посещава търговската база, основана през 1881 година от агентът на хамбургска фирма Годфроа Теодор Клайншмид на остров Миоко. На 11 септември 1884 година корабът „Самоа“ акостира в залива Астролабия недалеч от селището Бунгу. Оттам той се отправя на изток покрай Брега Маклай, който кръщава Земя на кайзер Вилхелм, а многочислените заливчета и острови (много от тях са картирани и наименувани от френски, английски и руски мореплаватели) назовава в чест на родствениците на канцлера Бисмарк и знатните особи от династията Хоенцолерн. Планините, назовани от Миклухо-Маклай Гунтова-Мана, той преименува в Ханеман, а исполинската планинска верига, простираща се далеч във вътрешността на острова – планина Бисмарк. Открива устията на реките Сепик (1300 км, втора по големина на острова) и Раму, като кръщава Сепик Императрица Августа. През юни Финш завършва изследването на североизточния бряг на гигантския остров, а през 1885 – 1887 година изследва и картира архипелага Бисмарк.
Той донася в Европа ценни зооложки и етнографски колекции, а осемгодишното му пребиваване в Нова Гвинея спомага изключително много за утвърждаването на немското колониално господство на острова. През 1885 година е основана „Немската новогвинейска компания“, която веднага пристъпва към „усвояване“ на Земята на кайзер Вилхелм.

### Последни години (1887 – 1917)
През 1898 година Финш напуска Бремен и отива в холандския град Лейден, където става директор на тамошния музей. През 1904 година отново се връща в Германия и става ръководител на етнографския отдел на градския музей на Брауншвайг. По време на Първата световна война временно изпълнява длъжността директор на музея. През 1910 година му е присъдена професорска титла.
Умира на 31 януари 1917 година в Брауншвайг на 77-годишна възраст.

## Памет
Неговото име носят:
- бряг Финш, на северното крайбрежие на Папуа Нова Гвинея, между залива Хумболт на запад и устието на река Сепик на изток;
- град Финшхавен в Папуа Нова Гвинея, на брега на Соломоново море, на североизток от залива Юон;
- залив Финш, на североизточното крайбрежие на Нова Гвинея, провинция Моробе;
- улица „Ото Финш“ в Бремен и Брауншвайг.

Освен географски обекти, на негово име са кръстени няколко вида папагали Aratinga finschi, Amazona finschi, Micropsitta finschii и вид новозеландска гривеста патка Chenonetta finschi.

## Публикации
- „Catalog der Ausstellung ethnographisher und naturwissenschaftlicher Sammlungen“ (Bremen: Diercksen und Wichlein, 1877);
- „Anthropologische Ergebnisse einer Reise in der Sudsee und dem Malayischen Archipel in den Jahren, 1879 – 1882“ (Berlin: A. Asher & Co., 1884);
- „Masks of Faces of Races of Men from the South Sea Islands and the Malay Archipelago, taken from Living Originals in the Years 1879 – 82“ (Rochester, NY: Ward's Natural Sciences Establishment, 1888);
- „Ethnologische Erfahrungen und Belegstucke aus der beschreibender Katalog einer Sammlung in K.K. Naturahistorischen Hofmuseum in Wien“ (Wien: A. Holder, 1893);
- Die Papageien, 1867 – 68. monographisch bearbeitet von Otto Finsch Leiden:Brill.